# Csupasznyakú sisakosmadár
A csupasznyakú sisakosmadár (Cephalopterus glabricollis) a madarak (Aves) osztályának a verébalakúak (Passeriformes) rendjéhez, ezen belül a kotingafélék (Cotingidae) családjához tartozó faj.

## Rendszerezése
A fajt John Gould angol ornitológus írta le 1851-ben.

## Előfordulása
Costa Rica és Panama területén honos. A természetes élőhelye a szubtrópusi vagy trópusi síkvidéki és hegyi esőerdők.

## Megjelenése
A hím testhossza 41 centiméter, testtömege 450 gramm, a tojóé 36 centiméter és 320 gramm. Mint a legtöbb kotingafélénél, itt is a tojó kisebb mint a hím és tollazata is kevésbé díszes. A hímek tollazata fekete, kivéve a nyakát amelyen piros színű csupasz folt található. Lábain éles karmok találhatók, amelyek biztosítják a kapaszkodást az ágakon.

## Életmódja
Főleg gyümölcsökkel, gyíkokkal, békákkal és nagyobb rovarokkal táplálkozik.

## Szaporodása
Fészkét fára építi, durva gallyakból.

## Természetvédelmi helyzete
Az elterjedési területe kicsi és az emberi tevékenység miatt csökken, egyedszáma 2500 alatti és csökken. A Természetvédelmi Világszövetség Vörös listáján nem fenyegetett fajként szerepel.